# Hotel (musikalbum)
Hotel är även den engelska, och en vanlig felaktig, stavning av hotell.
Hotel är ett musikalbum av den amerikanske musikern Moby. Det lanserades internationellt den 14 mars 2005 och i USA den 22 mars.

## Låtlista
Samtliga låtar skrivna av Moby, om annat inte anges.
1. "Hotel Intro" - 1:55
2. "Raining Again" - 3:46
3. "Beautiful" - 3:12
4. "Lift Me Up" - 3:19
5. "Where You End" (Dimitri Ehrlich/Richard Hall) - 3:22
6. "Temptation" (Gillian Gilbert/Peter Hook/Stephen Morris/Bernard Sumner) - 4:55
7. "Spiders" - 3:45
8. "Dream About Me" - 3:21
9. "Very" - 3:43
10. "I Like It" - 3:46
11. "Love Should" - 3:52
12. "Slipping Away" - 3:39
13. "Forever" - 3:39
14. "Homeward Angel" - 5:50
15. "35 Minutes" - 5:20 (dolt spår)